# Облога Орана (1556)
Облога Орана — облога, що відбулась на території сучасного Алжиру влітку 1556 року в ході Османо-габсбурзьких воєн. Війська Османської імперії безуспішно намагались взяти місто Оран, що знаходилось під контролем Іспанської імперії.

## Хід битви
Місто Оран, що належало заянідському султанату Тлемсен, в 1509 році було захоплене іспанцями, яких іноді називають «другими засновниками міста».  
Влітку 1556 року, османські війська в поході по території Алжиру обложили іспанський гарнізон в Орані. Однак, облога міста на суші і на морі османською армією не увінчалася успіхом і у  серпні 1556 року була знята, через те, що Османський флот з 40 галер був відкликаний на службу в Східному Середземномор'ї. 
Під час облоги, марокканці, що були в союзі з іспанцями, зайняли місто Тлемсен.

## Наслідки
Після облоги місто Оран продовжувало перебувати під контролем іспанців ще 150 років і було завойовано Османською імперією лише в 1708 році. Але вже у 1732 році Оран був відвойований іспанською військовою експедицією на чолі з графом Хосе Монтемара.